# Повітряні сили Австро-Угорщини
Цісарсько-Королівські повітряні сили (Австро-Угорщина) (нім. Kaiserliche und Königliche Luftfahrtruppen; K.u.K. Luftfahrtruppen) були створені 1893 року і становили до 1918 року інтегральну частину Збройних сил Австро-Угорщини. У Цісарсько-Королівському Ландвері та Королівському угорському Ландвері (Гонвед) не було повітряних сил. Лише Військово-морський флот мав власні Цісарсько-Королівські морські повітряні сили (нім. Kaiserliche und Königliche Seeflieger; K.u.K. Seeflieger)

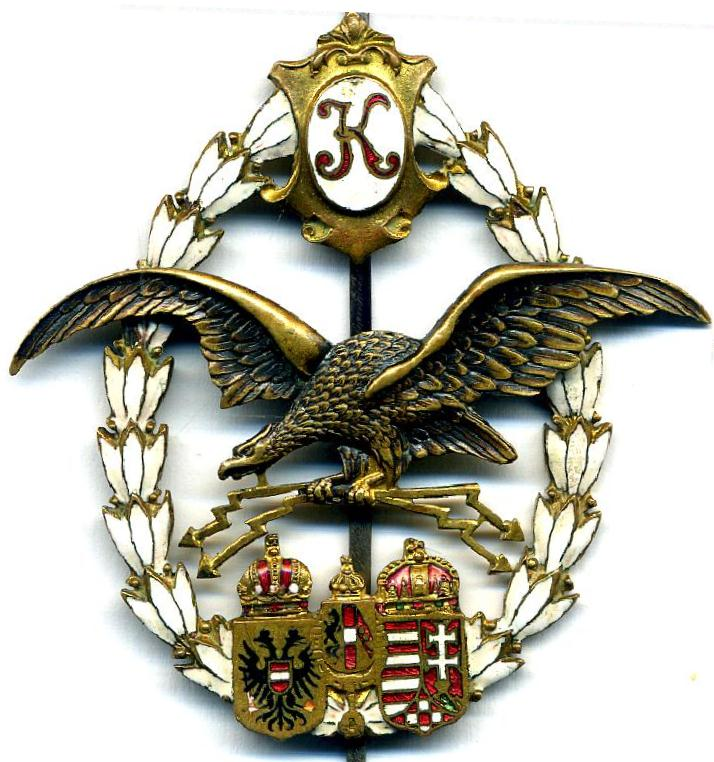
Кокарда військових пілотів

## Історія

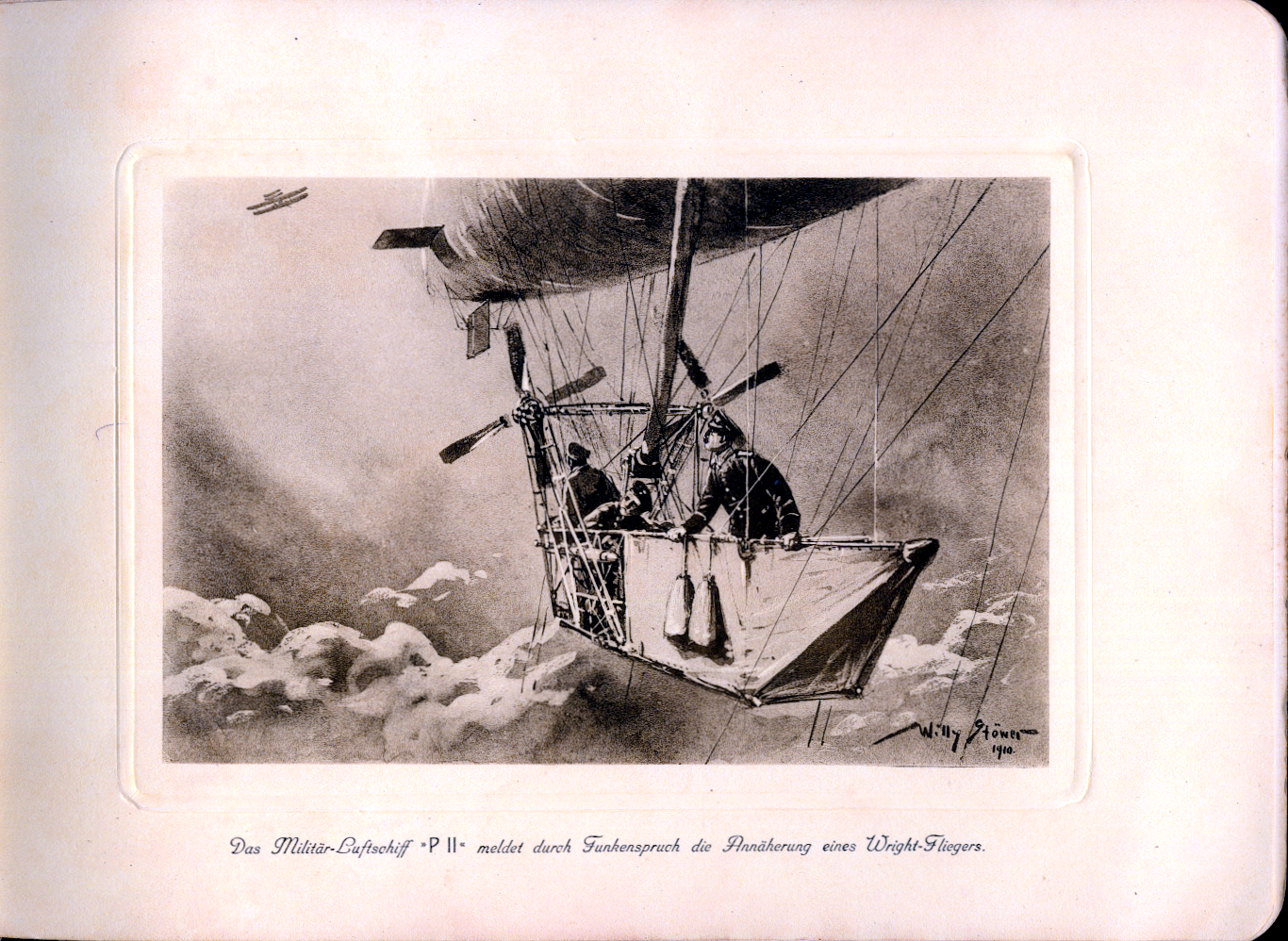
Реклама дирижабля Parseval

На 1892 у Відні було створено Ц.к. військово-аеронавтичне управління (нім. k.u.k. Militär-Aeronautischen Anstalt), яке займалось військовим використанням аеростатів. Після реорганізації управління 1909 у Віденському Нойштадті була закладено летовище з 3 ангарами (нім. Militäraviatische Station), де цісар Франц Йосиф I, шеф Генерального штабу Франц Конрад фон Гетцендорф, військовий міністр Олександр фон Кробатін споглядали показові виступи дирижаблів Parseval. До середини 1910 з'явилися перші літаки Etrich II Taube австрійського винахідника Іго Етріха (нім. Igo Etrich), почали навчати пілотів. У жовтні 1911 командиром Ц.к. відділення літаків (нім. k.u.k. Luftschifferabteilung) призначили хорвата, майора Мілана Узелаца (Emil Uzelac).

### Структура повітряних сил
На фронті повітряні сили ділили на повітряні роти (нім. Fliegerkompanien) (Flik) з 6 бойових літаків і 2 резервних, які обслуговували парки літальних апаратів (нім. Fliegeretappenparks) (Flep), які відповідали за певний напрямок фронту, обслуговування, ремонт літаків, навчання пілотів, механіків, допоміжного персоналу. За комплектацію літаків відповідав Літальний (Військово-повітряний) арсенал (нім. Fliegerarsenal) (Flars). При арсеналі Flars діяло п'ять груп спеціалістів, які приймали літаки від виробника у визначених місцях:
- No. І Асперн, Австрія
- No. ІІ Будапешт, Угорщина
- No. ІІІ Вінер-Нойштадт, Відень (пізніше завод Анатра біля Одеси)
- No. IV Кампоформідо, Італія
- без позначення Берлін для прийому німецьких літаків

Перед потраплянням до арсеналу нові літаки випробовував спеціальний офіцер.
Прийняті літаки FLARS направляли до Авіаційних парків (нім. Fliegeretappenpark) (Fleps), кожен з яких відповідав за свій бойовий сектор австро-угорського війська. Ці парки займались постачанням запчастин, витратних матеріалів, займались відновленням пошкоджених літаків. Літаки, що не піддавались ремонту у фронтових майстернях, відправляли на заводи-виробники.
На початок війни налічувалось 9 літальних рот з командою у 106 осіб. На початок 1916 існувало 26 рот, на серпень 1917 вже 57 рот з 1000 літаків і 500 замінних моторів. На кінець 1917 налічувалось 66 рот, кількість яких до кінця війни зросло до 79, з яких боєздатними було близько 66 % літаків.
На 1917 рік літальні роти ділились на:
D (Divisionsfliegerkompanie) — Дивізійні літальні роти для польотів на короткі і середні відстані для потреб артилерійської, фронтової розвідки, підтримки піхоти для командування дивізій в цілях армій
K (Korpsfligerkompanie) — Літальні роти корпусів призначені для розвідки на невеликій відстані для командування корпусів
F — Роти далекої розвідки призначались для розвідки дальніх ворожих територій для потреб армійського командування
G — Роти великих літаків, в яких застосовувались двомоторні літаки (бомбардувальники)
J (Jagdfliegercompanie) — Роти винищувачів з 18 літаків, призначені для боротьби з ворожими літаками
S — Роти бойових літаків для підтримки піхоти, мглт використовувати літаки з рот D (з 1918)
P (Photoeinsitzerkompanie) — Фоторозвідувальні роти для фоторозвідки. Висококласні пілоти, зокрема з роти Rb, робили фотографії у вигляді мозаїки (1918)
Rb — Роти панорамної розвідки з апаратами панорамного фотографування

### Війна

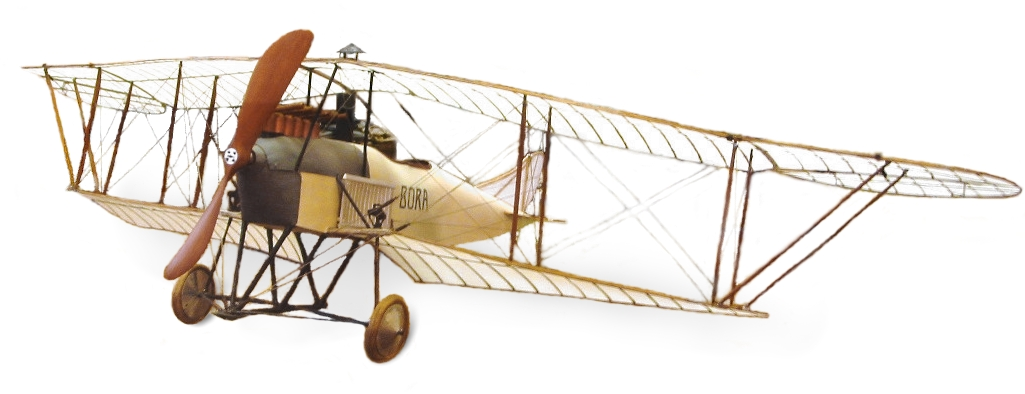
На початку війни на озброєнні зокрема знаходились літаки Lohner «Pfeilflieger»

На початок 1-ї світової війни на озброєнні знаходилось 48 літаків, переважно німецького виробництва, 12 повітряних куль, один дирижабль, які застосовувались на Східному фронті проти Військово-повітряного флоту Російської імперії та на Італійському фронті проти італійської (італ. Corpo Aeronautico Militare) і британської (англ. Royal Flying Corps) авіації, на Балканах. На початок війни Російська імперія володіла повітряними силами з 360 літаків, що були розкидані по великому фронту і були більш застарілими. Вони були посилені завдяки отриманню французьких і британських літаків. Сербія на початок війни володіла 3 літаками. З осені 1915 у бої включились французькі літаки експедиційного корпусу з Салонік, італійські літаки з Албанії. На італійському фронті Корпус військово-повітряних сил (Corpo Aeronautico Militare) спочатку переважав австрійські сили. Через певну перевагу австрійців з 1916 до Італії перекинули 4 британські авіаційні підрозділи, а французькі розмістили у Венеції. Після розвалу Російської імперії всі літаки Австро-Угорщини перекинули на Італійський фронт, де на кінець війни 200 австрійських боролось до 6500 італійських.
На 1914 11 рота під командуванням Георга Леманна розміщувалась у Львові. Впродовж війни 20, 27 роти знаходились у Володимирі, Золочеві, 31 у Чернівцях, 43 у Ковелі,

## Авіаційна промисловість
За роки війни у Австро-Угорщині виготовили 5431 літаків (Цислейтанія 3402, Транслейтанія 2029) і 4356 авіаційних мотори (відповідно 3200, 1156). В імперії виробництвом літаків займались підприємства:
- (1) Jacob Lohner & Co (Відень, 1910) (Lo)
- (2) Phönix Flugzeugwerke A.G. (Відень, 1914) (Ph)
- (3) Österreich-Ungarische Flugzeugfabrik Aviatik (Відень, 1914) (Av)
- (4) Ungarische Lloyd Flugzeug- und Motorenfabrik (Будапешт, 1914) (Ll)
- (5) Österreichische Flugzeugfabrik A.G. (Відень, 1915) (Oef)
- (6) Ungarische Flugzeugwerke A.G. (Ufag) (Будапешт, 1912) (U)
- (7) Flugzeugfabrik des k.u.k. Fliegerarsenals (Фішаменд, 1913) (Fd)
- (8) Wiener Karosserie- und Flugzeugfabrik Dr.W.v.Gutmann (Відень, 1915) (Wkf)
- (9) Magyar Általános Gépgyár (Будапешт, 1916) (Mag)
- (10) Thöne & Fiala (Відень, 1916) (Th)

та німецькі підприємства Albatros Flugzeugwerke Ges.m.b.H (Берлін) (Alb), Fokker-Flugzeugwerke (Шверін) (Fok).
З лютого 1915 було введено індивідуальне позначення літаків. Кожен австро-угорський виробник літаків був позначений цифрою 1-10 (див. вгорі). Модернізації літаків позначались відповідними цифрами. Наприклад, номер 153.07 означав сьому модель літака (07), вироблену підприємством Oesterreichischen Flugzeugfabrik AG (5) типу Albatros D.III (3)із зміненою конструкцією мотора (1). При цьому модель літака позначалась її назвою, позначенням типу літака і порядковим номером моделі, вказаним римськими цифрами. При будівництві літака по ліцензії в дужках вказувалось скорочене позначення підприємства.
Позначення типів літаків:
- A — моноплан, неозброєний
- B — біплан, двомісний, стара модель потужністю до 150 к.с.
- C — біплан, двомісний, нового типу потужністю понад 160 к.с.
- D — біплан, одномісний винищувач
- E — моноплан, винищувач типу Fokker
- F — біплан потужністю 350 к.с., дальній розвідувальник
- G — біплан, двомоторний бомбардувальник
- R — біплан, багатомоторний

### Літаки
У австро-угорських повітряних силах застосовували наступні моделі літаків:
- Albatros D.I, D.II, D.III
- Österreichische Aviatik B.I, B.II, B.III, C.I[1], D.I, D.II[en]
- Etrich Taube[de] A.I, A.II
- Fokker A.III[2], D.I[3], D.II[4], D.VI[5], D.VII, E.III[6]
- Gotha G.IV
- Hansa-Brandenburg B.I[7], C.I[8], D.I, G.I[9]
- Knoller B.I, C.I[10], C.II[11]
- Lloyd C.I, C.II, C.III, C.IV, C.V
- Lohner L[12], B.I[13], B.II[14], B.III[15], B.IV[16], B.V[17], B.VI[18], B.VII[19], C.I
- Oeffag C.I, C.II
- Phönix C.I[en], D.I, D.II, D.IIa (Phönix D-Typen[de])
- UFAG C.I

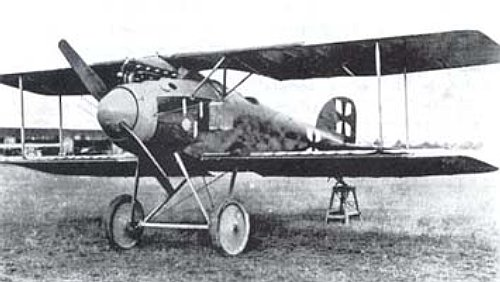
Albatros D.II
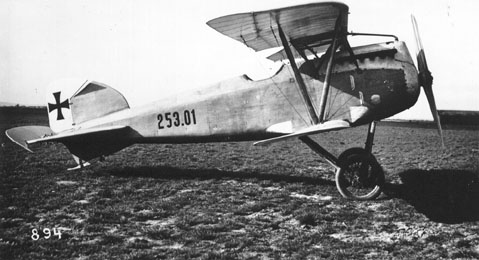
Albatros D.III
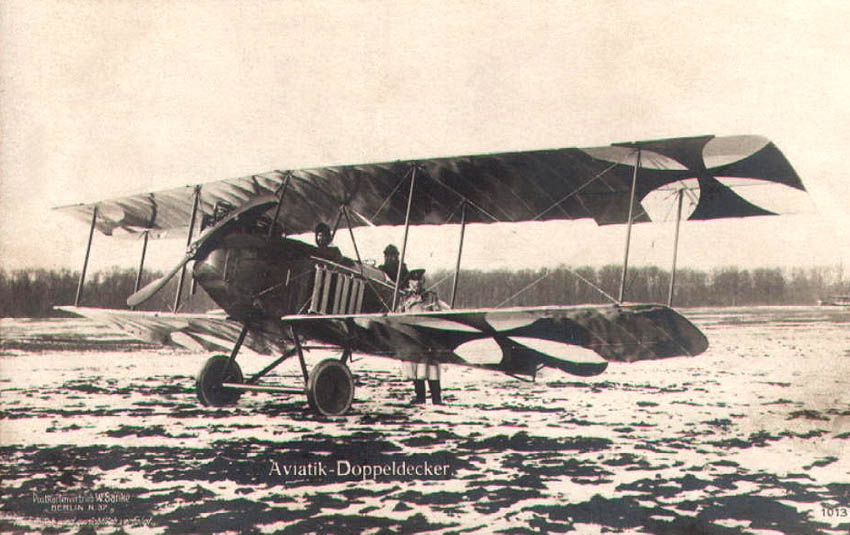
Aviatik B.I
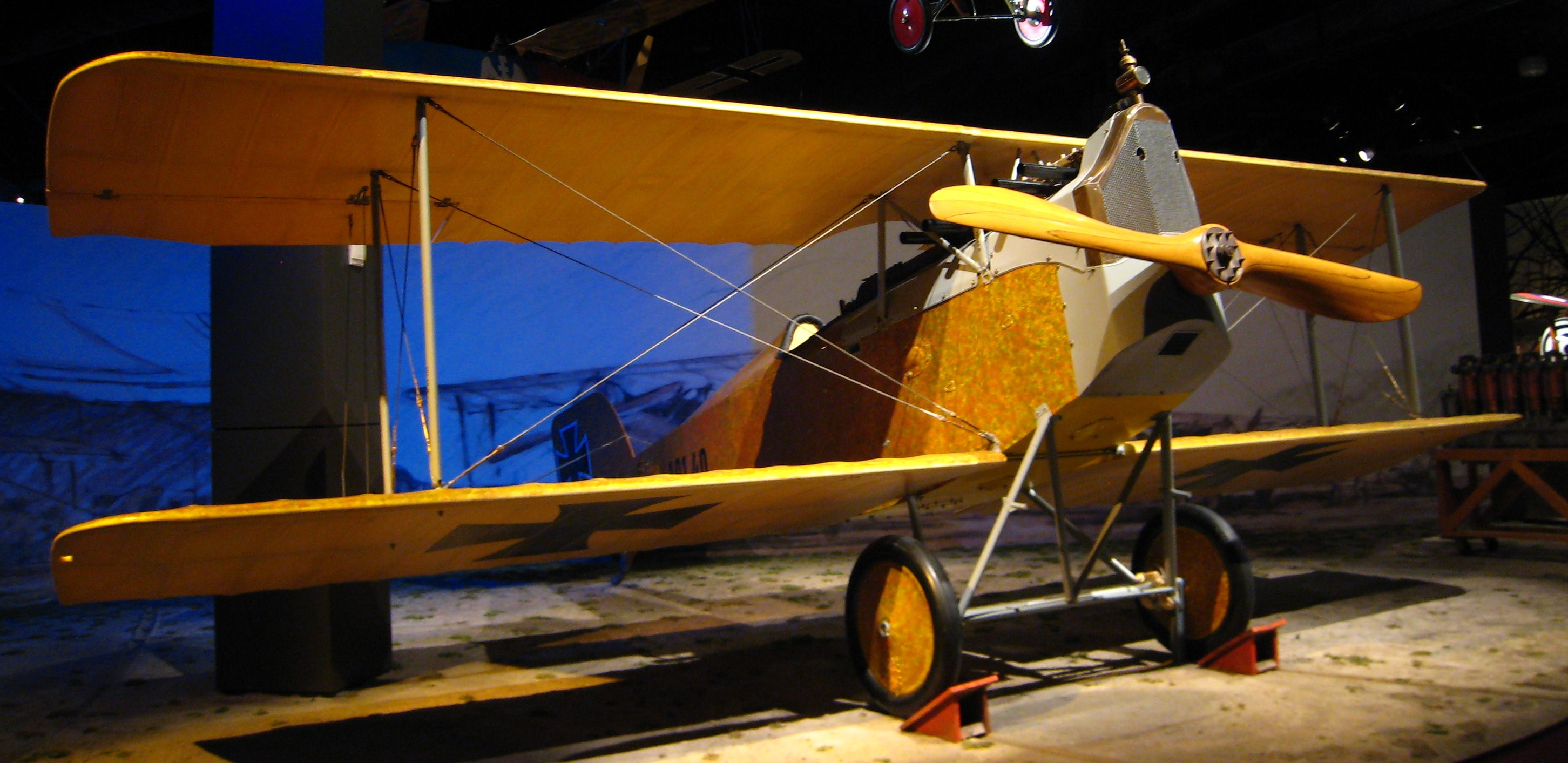
Aviatik D.II
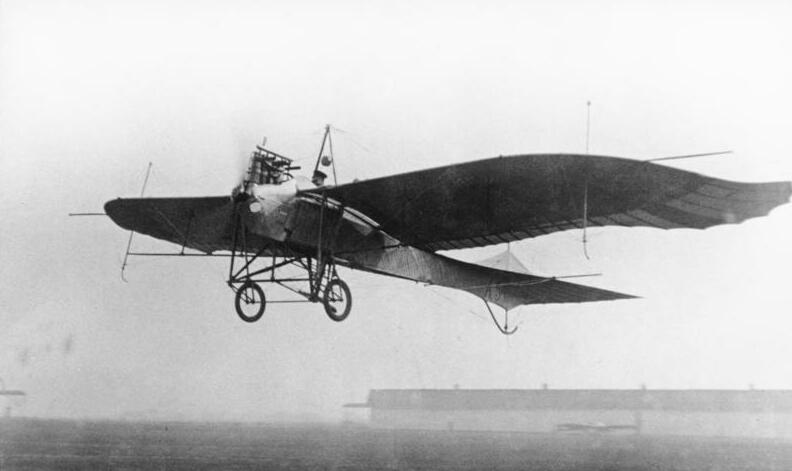
Etrich Taube A.I
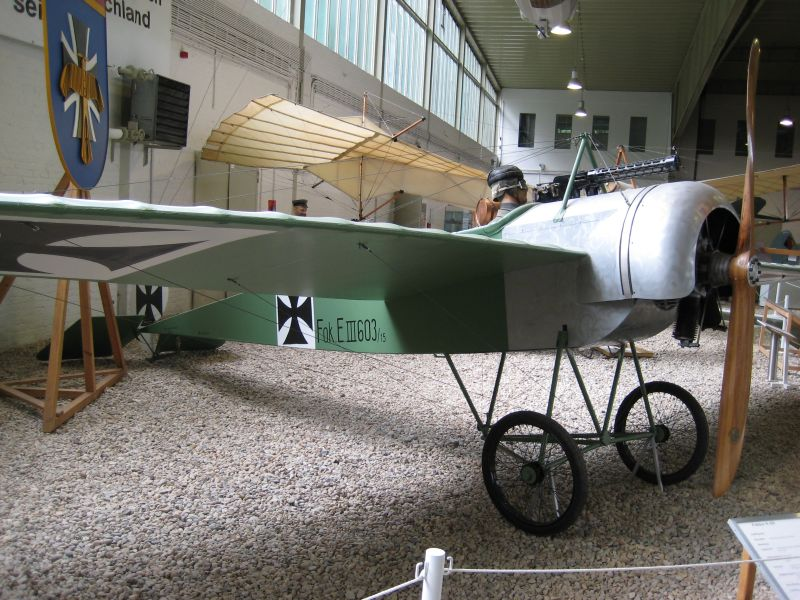
Fokker E.III
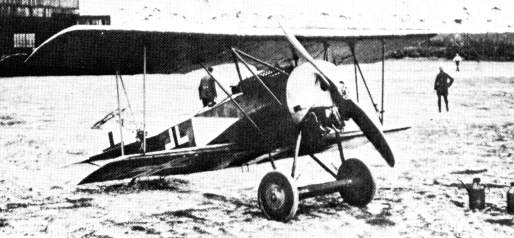
Fokker D.VI
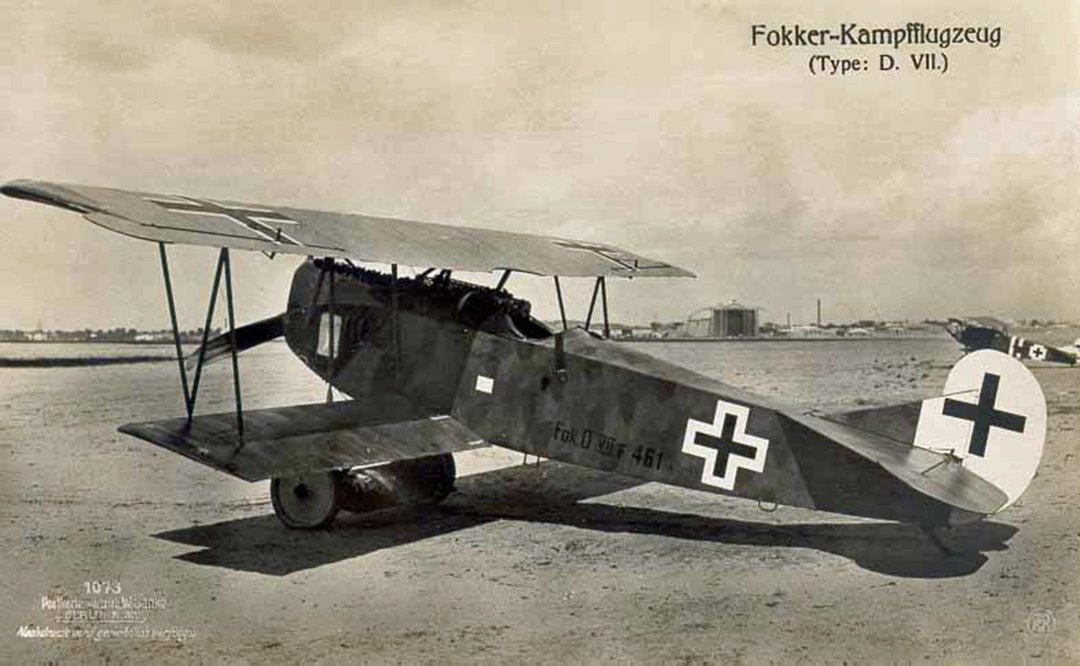
Fokker D.VII
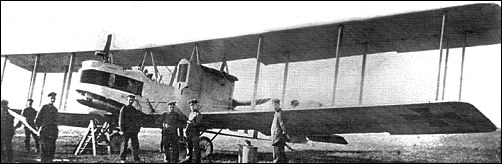
Gotha G.IV
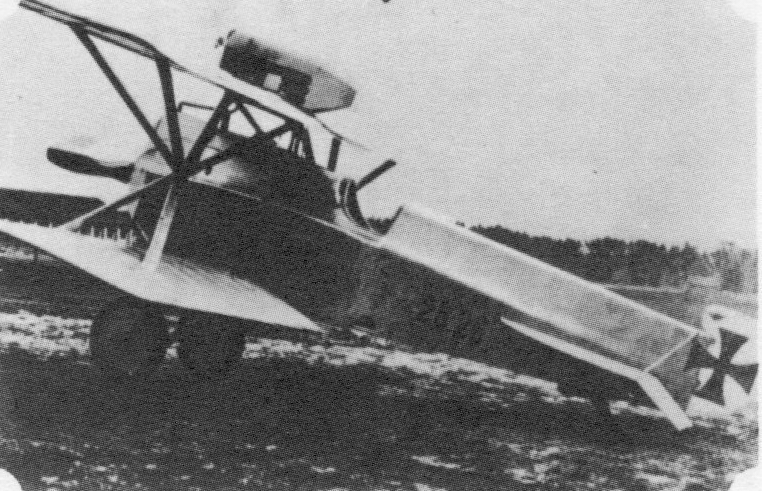
Hansa Brandenburg D.I
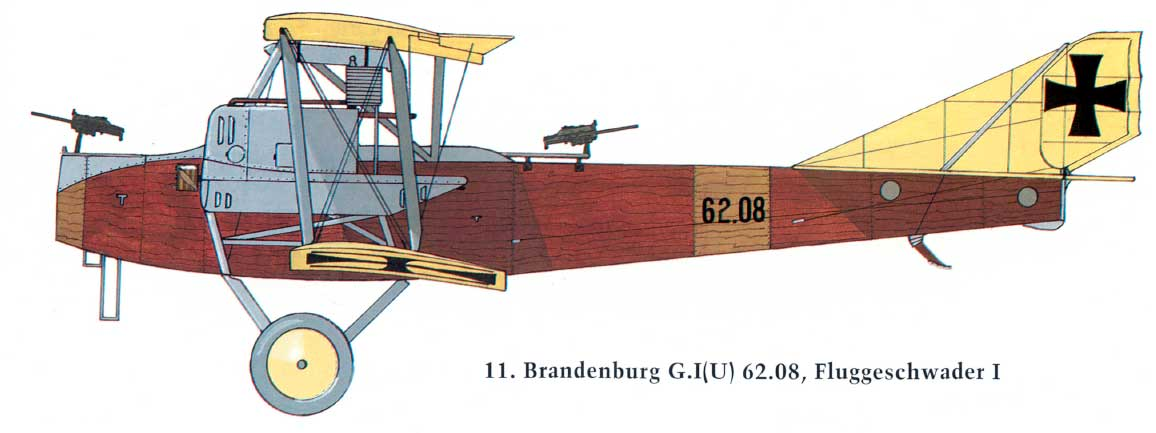
Hansa Brandenburg G.I
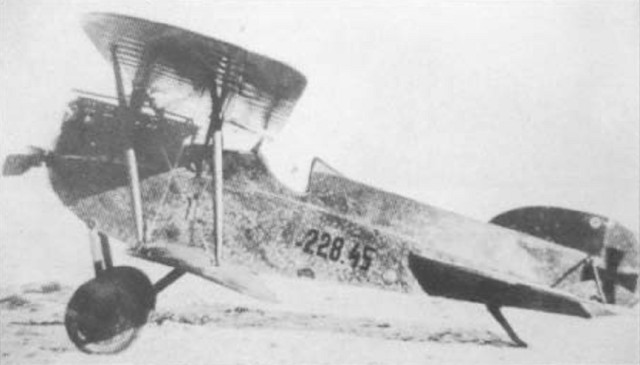
Phönix D.I
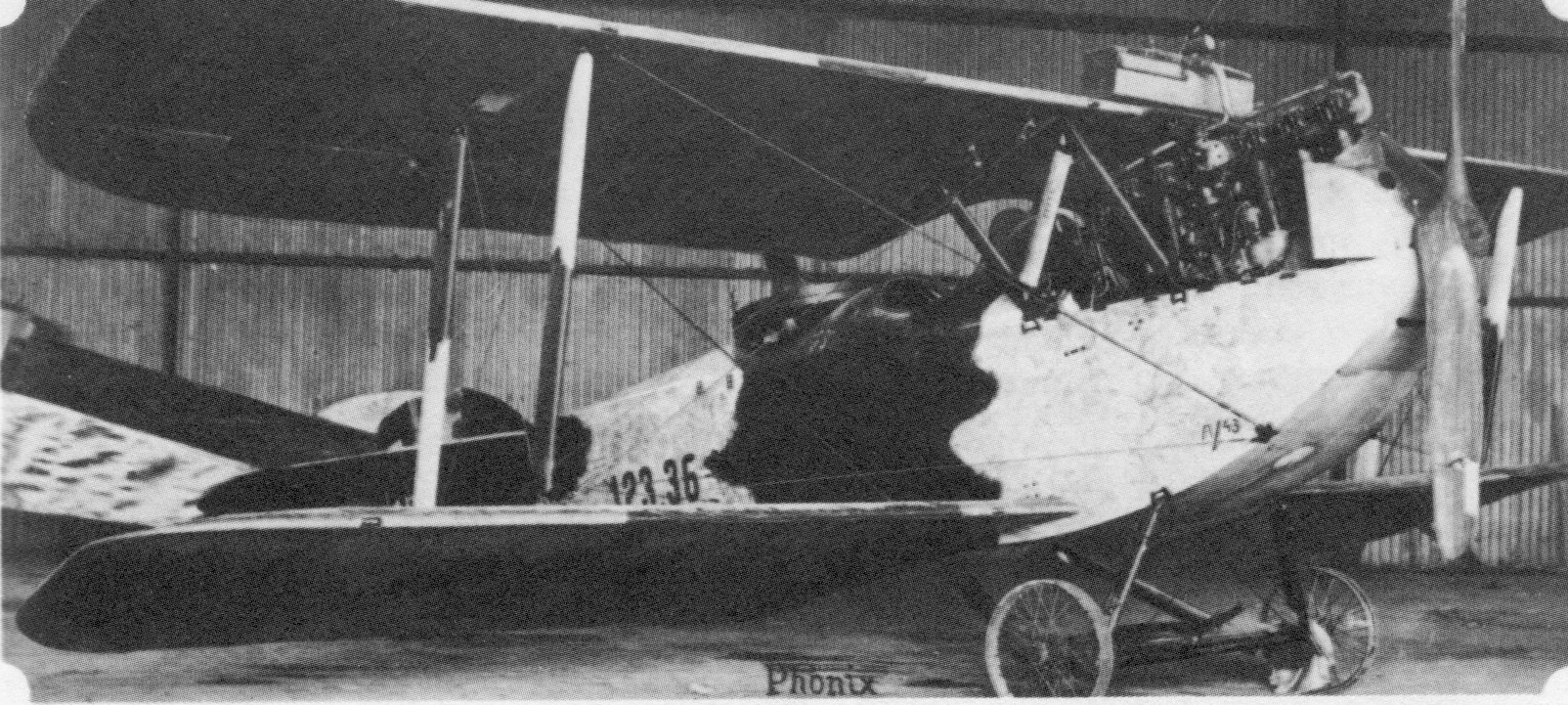
UFAG C.I

### Позначення літаків
З 1913 літаки стали позначали червоно-біло-червоними лініями, згодом в час війни куплені німецькі літаки зберігали чорні Залізні Хрести на білому фоні. Оскільки в час війни здалеку австро-угорське позначення можна було переплутати з італійським червоно-біло-зеленим, то на літаки стали позначати хрестами тамплієрів (Tatzenkreuz), який використовували в австрійській армії з 1813 року. З кінця 1917 стали застосовувати прямий хрест (Balkenkreuz), що був аналогічним до хреста німецької авіації.

1914 рік
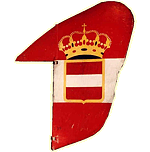
1915 рік
1915 рік
1917 рік
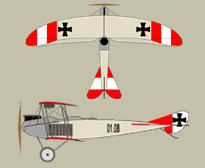
Схема розміщення позначень австро-угорських літаків

## Пілоти

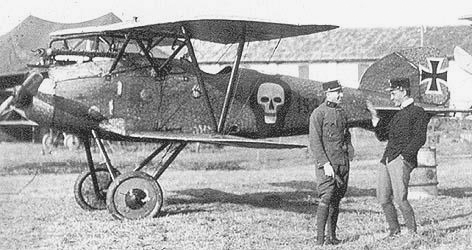
Годвін Брумовський на фоні свого літака Albatros D.III

Серед пілотів визнаним асом вважався Годвін Брумовський з 35 підтвердженими перемогами. За ним йшли:
- Юліус Арігі (32)
- Бенно фон Фернбругг (28)
- Франк Лінке-Крафворд (27)
- Йозеф Кісс (19)
- Франц Гразер (18)
- Євген Бьонш (16)
- Стефан Феєс (16)
- Ернст Штрошнайдер (15)
- Адольф Гейровский (12)
- Курт Грубер (11)
- Франц Рудорфер (11)
- Фрідріх Навратил (10)
- Рауль Стойсавлевіс (10)
- Готфрід фон Банфілд (9)